# Danny Stutsman
Danny Stutsman (Windermere, 10 marzo 2003) è un giocatore di football americano statunitense che milita nel ruolo di linebacker per i New Orleans Saints della National Football League (NFL).

## Carriera universitaria
Nella sua prima stagione a Oklahoma nel 2021, Stutsman disputò 10 partite, mettendo a segno 38 tackle, un sack e due fumble forzati. L'anno seguente guidò la Big 12 con 125 placcaggi, oltre a 3 sack e 2 intercetti. Contro Texas Tech mise a segno 18 tackle, un record in carriera. Prima della stagione 2023, Stutsman era classificato come uno dei migliori prospetti in vista del Draft NFL 2024. L'11 dicembre 2023 tuttavia annunciò che avrebbe fatto ritorno per un'ultima stagione ai Sooners. Nel 2024 fece registrare 109 tackle e un sack, venendo inserito nella formazione ideale della Southeastern Conference e premiato come All-American.

## Carriera professionistica

### New Orleans Saints
Stutsman fu scelto nel corso del quarto giro (112º assoluto) del Draft NFL 2025 dai New Orleans Saints.